# Districtul Main-Taunus-Kreis
Main-Taunus-Kreis este numele unui district rural (în germană: Landkreis) din landul Hessa, Germania. Main-Taunus-Kreis este traducerea de la „districtul Main-Taunus”. În acest nume compus Main provine de la un râu, iar Taunus de la un masiv muntos.
1. 1 2 3  GeoNames